# 王祥喜
王 祥喜（おう しょうき、1962年8月 - ）は、中華人民共和国の官僚、政治家。現職は中華人民共和国応急管理部部長。

## 経歴
1962年8月、湖北省沔陽県（現在の仙桃市）で生まれる。1979年に焦作鉱業学院（現在の河南理工大学）に入学した。
1983年に湖北省松宜鉱務局へ入局した。以後、技術員、副科長、科長、副鉱長、鉱長、副局長、第一副局長を歴任した。1987年4月に中国共産党入党。1996年6月から湖北省人民政府に入り、湖北省煤炭工業庁副庁長、湖北省煤炭行業管理弁公室主任経済貿易委員会副主任を経て2003年4月に湖北省質量技術監督局局長就任。2006年6月、同省荊州市党委員会副書記に転任し、同市副市長、市長を歴任。2010年5月、随州市党委員会書記兼随州市人民代表大会主任に転任。2012年7月、湖北省人民政府秘書長兼弁公庁主任に転任。2017年6月、湖北省党委員会政法委員会書記に就任。
2019年3月、中央に移り、国家能源投資集団董事長兼党組書記に就任。
2022年7月、中華人民共和国応急管理部党委員会書記に転任。9月には部長を兼務する。